# Тригла-ластівка
Тригла-ластівка (Chelidonichthys) — рід риб родини Триглових (Triglidae).

## Види
- Chelidonichthys capensis Cuvier, 1829.
- Chelidonichthys cuculus (Linnaeus, 1758). — Морський півень червоний
- Chelidonichthys gabonensis Poll & Roux, 1955. — Морський півень габонський
- Chelidonichthys ischyrus Jordan & Thompson, 1914.
- Chelidonichthys kumu Cuvier, 1829.
- Chelidonichthys lucerna Linnaeus, 1758. — Морський півень жовтий
- Chelidonichthys obscurus Bloch & Schneider, 1801.
- Chelidonichthys queketti Regan, 1904. — Морський півень малий
- Chelidonichthys spinosus Gomon, 1987.